# Mordfall Seewen

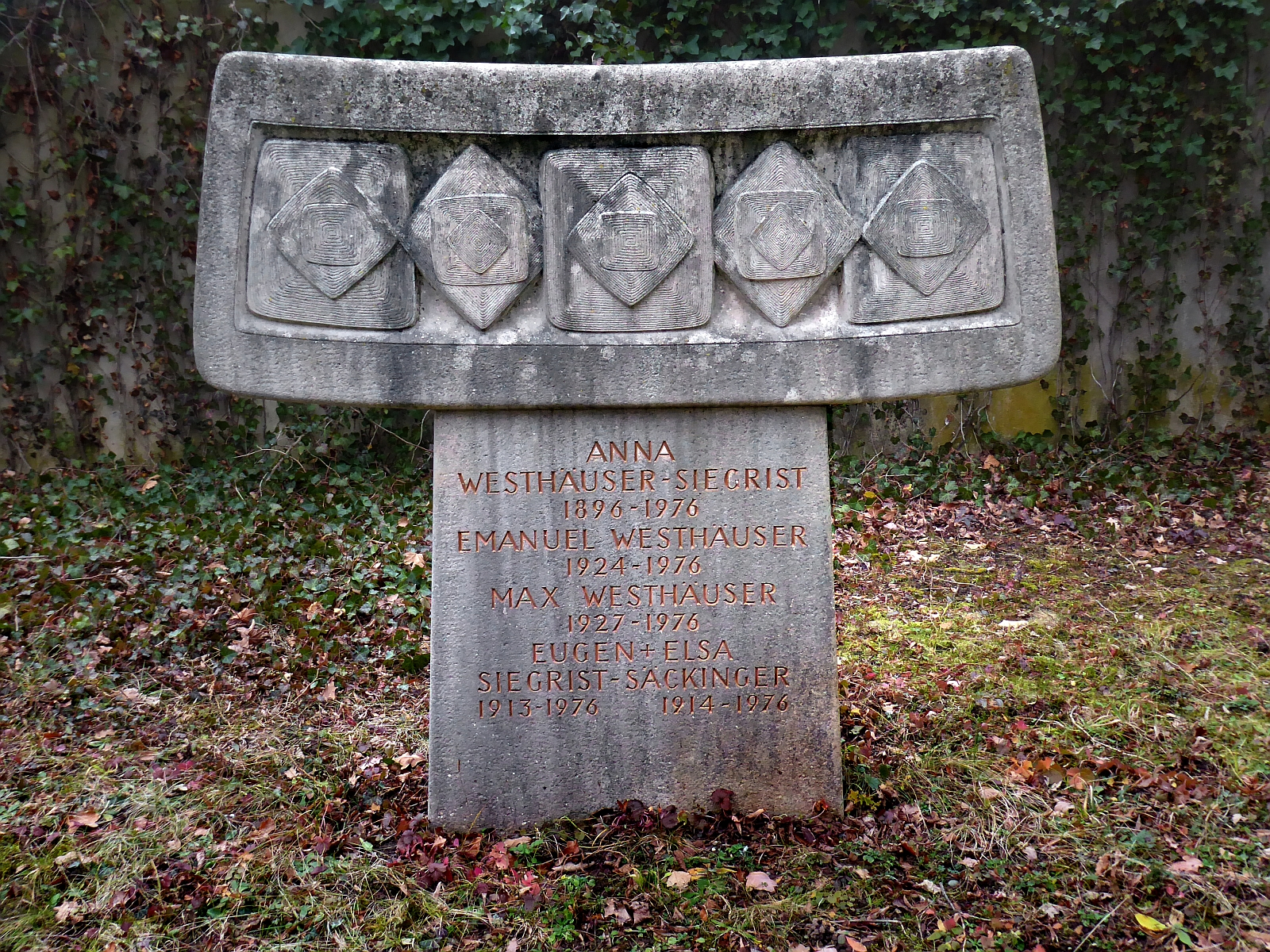
Ehrengrab auf dem Friedhof am Hörnli, Riehen, Basel-Stadt

Der Mordfall Seewen gilt als grösstes ungeklärtes Verbrechen der neueren Schweizer Kriminalgeschichte. Er ereignete sich 1976 in Seewen im Kanton Solothurn. Die Ermordung von fünf Menschen, die einer Hinrichtung ähnelte, erschütterte die Öffentlichkeit. Das Verbrechen gilt nach wie vor als ungeklärt.

## Tathergang
Am 5. Juni 1976, dem Samstag vor Pfingsten, wurden in einem hölzernen Wochenendhaus mit dem Namen Waldeggli im Bannwald etwas abseits des Dorfes Seewen im solothurnischen Schwarzbubenland fünf Menschen erschossen. Da sich in der Nähe des Hauses der Schiessstand von Büren SO befindet, fielen die Schüsse nicht auf. Ebenfalls sollen in jenen Tagen Jäger unterwegs gewesen sein.
Die Tat wurde von der Tochter der Hausbesitzer am folgenden Pfingstsonntag, dem 6. Juni 1976, entdeckt. Der oder die Täter hatten das Ehepaar Elsa Siegrist-Säckinger (62) und Eugen Siegrist (63), Anna Westhäuser-Siegrist, die 80-jährige Schwester des Ehemannes, und die beide Söhne Emanuel (52) und Max Westhäuser (49) getötet. Die Tatopfer wiesen Schüsse in der Stirn und in der Brust auf. Keines der Opfer versuchte zu fliehen. Die Leiche von Eugen Siegrist wies auf einen Abwehrreflex hin (ein Einschuss in den Arm, einen in den Kopf). Alle Opfer wurden aus einer Distanz von höchstens drei Metern erschossen.
Am selben Tag fand die Polizei zwischen Münchenstein und Muttenz das Fluchtauto, den grünen Opel Ascona des getöteten Ehepaars.

## Ermittlungen
Der oder die Täter konnten in der Folge trotz intensiver Bemühungen nicht ermittelt werden. Über 20 Jahre blieben die 13 Patronenhülsen, die von einer Winchester-Replika stammen und am Tatort gefunden wurden, der einzige sichere Hinweis.
Die Polizei ermittelte in mehrere Richtungen. Einerseits fand man im Wochenendhaus Erinnerungsstücke an die Nazi-Zeit – Anna Westhäusers Mann, ein Deutscher, war Nationalsozialist und Musiker. Andererseits wurden auch dem Verdacht der Industriespionage (Eugen Siegrist arbeitete bei der Ciba) und einem Zusammenhang mit der Stasi nachgegangen.
Die Polizei, die in Eugen Siegrist das intendierte Opfer sah, konnte die letzten 36 Stunden seines Lebens teilweise rekonstruieren. Am vorherigen Tag hatte er von seinem Arbeitsplatz aus eine Person namens Claire oder Clerc angerufen. Wer diese Person ist, konnte nie festgestellt werden. Man wusste, dass Siegrist jeden Samstag für eine oder zwei Stunden mit seinem Auto unterwegs war. Wen oder was er jeweils besuchte, konnte ebenfalls nicht geklärt werden.
Im Zuge der Ermittlungen wurden über 9000 Hinweise aus der Bevölkerung geprüft, rund 10'000 Personen befragt (darunter 3007 Besitzer von Winchester-Gewehren), 27 Wohnungen durchsucht, 21 Tatverdächtige überprüft, neunmal wurde Untersuchungshaft verhängt, und im Zuge der Ermittlungen wurden zehn vom Mordfall unabhängige Delikte aufgeklärt.
Kurz nach der Wende wurde nördlich von Berlin die Leiche eines unbekannten Mannes gefunden, der zwar anscheinend aus dem Westen stammte und eine wertvolle Schweizer Uhr trug, aber in einem NVA-Trainingsanzug steckte. Jahre später meldete sich ein vermeintlicher Informant, der behauptete, bei dem Toten handele es sich um Carl Doser, der die Familie Siegrist im Zusammenhang mit versteckten Nazi-Schätzen ermordet haben soll. Ein DNA-Abgleich der Leiche mit einem Halbbruder Dosers, um den die Schweizer Behörden gebeten hatten, erbrachte jedoch keine Übereinstimmung.
2018 belastete Erich J., ein neuer Zeuge, den ehemaligen Heiztechniker Peter N. schwer, da Peter N. ihm etwa ein Jahr vor der Tat die Tatwaffe gezeigt haben soll und er diesen mehrfach zusammen mit Carl Doser und Adolf "Dölfeli" Siegrist, einem Verwandten der Opfer, gesehen habe. Die Staatsanwaltschaft Solothurn klärte ab, ob und in welchem Rahmen Ermittlungen in dem verjährten Fall möglich sind.

### Fund der Tatwaffe
1996 fand man in einem Wohnhaus in Olten anlässlich des Umbaus einer Küche die Tatwaffe. In einen Plastiksack eingehüllt waren eine Winchester-Replika mit abgesägtem Lauf, ein abgelaufener Pass auf den Namen Carl Doser und weitere Dokumente – darunter ein Versicherungsbeleg und Briefe von Dosers Vater, einem Offizier, der dem Nationalsozialismus zugeneigt war. Zudem wurde ein Brief aus Nazi-Deutschland an Carl Dosers Vater Arnold entdeckt, der 1974 starb. In diesem Brief wurde erwähnt, dass Adolf Hitler Vater Dosers Dienste zu schätzen wusste.**" (Quelle: Schweizer Illustrierte, 4. Juni 1996) Nachforschungen ergaben, dass die Waffe Carl Arnold Bernard Doser, geboren am 8. August 1947 mit Heimatort Rheinfelden, gehörte, einem zur Tatzeit 29 Jahre alten Basler, der 1977 die Schweiz verlassen hatte.
Er war als rechtmässiger Besitzer einer Winchester bereits 1976 verhört worden und war eine von dreissig Personen, die über den Verbleib ihrer Waffe keine ausreichende Auskunft geben konnten. Er sagte, seine Winchester habe einen derart grossen Defekt aufgewiesen, dass sich die Reparatur nicht mehr gelohnt habe. Er habe die Waffe sodann auf einem Flohmarkt verkauft. Die Fahnder konnten jedoch keine Verbindung zwischen ihm und der Opferfamilie nachweisen. Ob er der Täter ist, gilt ebenso als unsicher. Die Wohnung selbst gehörte Carl Dosers Mutter. Gerüchten zufolge hatte sich Doser nach Afrika abgesetzt. Eine Spur tauchte 1998 in Kanada auf: Zwei Schweizer Touristen wollten ihn in kanadischen Nationalparks gesehen haben. Diese Zeugenberichte führten allerdings zu keinen Resultaten.

### Einstellung der Ermittlungen und Bedeutung des Falles
Die Polizei hat die aktiven Ermittlungen eingestellt. Seit 2006 – 30 Jahre nach der Tat – sind die Morde verjährt.
Der Vierfachmord von Rupperswil vor Weihnachten 2015, bei welchem der Täter in ein Haus eindrang und vier Menschen tötete, erinnerte an den Mordfall Seewen. Der Täter wurde nach fünfmonatiger Ermittlungsarbeiten im Mai 2016 gefasst.